# Stenaelurillus neyyar
Espèce
Stenaelurillus neyyar est une espèce d'araignées aranéomorphes de la famille des Salticidae.

## Distribution
Cette espèce est endémique du Kerala en Inde,. Elle se rencontre dans le district de Thiruvananthapuram.

## Description
Le mâle holotype mesure 4,22 mm et la femelle paratype 6,23 mm, les mâles mesurent de 4,00 à 4,50 mm et les femelles de 4,70 à 6,23 mm.

## Systématique et taxinomie
Cette espèce a été décrite par Sudhin, Sen et Caleb en 2023.

## Étymologie
Son nom d'espèce lui a été donné en référence au lieu de sa découverte, Neyyar Wildlife Sanctuary.

## Publication originale
- Sudhin, Sen & Caleb, 2023 : « Two new Stenaelurillus species (Araneae, Salticidae, Aelurillina) from Western Ghats, India. » Zoosystematics and Evolution, vol. 99, no 1, p. 123-133.